# 长穗越桔
长穗越桔（学名：Vaccinium dunnianum），为杜鹃花科越桔属下的一个种。

## 扩展阅读
維基物種上的相關：长穗越桔